# 日清商品陳列所
日清商品陳列所（にっしんしょうひんちんれつしょ）は、日清貿易研究所の卒業生のために設立された貿易実務研修機関。

## 来歴
日清貿易研究所は、研究所卒業生らが貿易実務に携わるべき商社「日清貿易商会」の設立は資金面から依然として困難であると考え、これに代わるものとして「日清商品陳列所」を開設することにした。これは大阪の豪商岡崎栄三郎の出資により、明治26年の春から開館準備に着手し、上海税関付近に設置され、その南隣に「日華洋行」と称する岡崎の商店が設けられた。
日清貿易研究所の学生は、明治26年6月末に卒業式を挙行、89名に対し卒業証書が授与された。卒業生は引き続き商品陳列所で実習に当たることになっていたが、その多くが帰国したまま、学費その他の関係で帰来せず、継続実習に従事した者は約40名であった。

## 創立趣意
日清商品陳列所は日清貿易研究所に附属し、中国名を「藻華広恵館」と称した。「創立趣旨」によると、その主たる構想は次の通りであった。
「先づ本部を上海に設け、漸次支部を天津・漢口・広東等の諸要港に開き、又我国の各要港に出品取扱所を置き、以て日清貿易の機関となし、普く我国各地方の製産物を陳列し、之を情人に媒介して直輸出を便ならしめ、併せて清国物産の我国に輸入して利益となるべきものは之を我国各地方に媒介して其の直輸入に便ならしむる事。
研究所の生徒をして将来我国実業者の顧問となり、真正貿易者の資格を備へしむる為め、陳列所及び同取引所の助手として実際の業務に従事し、以つて実地の馳け引きを修得せしめ、且つ将来我国に在る商業学校等の卒業生にして日清貿易に従事すべき志願ある青年者に実地練習の便益を与ふる事。」(原文はカタカナ送り)
この構想に基づき、明治26年7月、研究所の卒業生を主体とする修業年限2年の日清貿易実習機関として「日清商品上海陳列所」が開設された。また実際の大口取引機関として、岡崎が大阪に経営する日韓貿易商社による「日清商品売買取引所（商号は日華洋行）」が併設され、これに対応する日本内地の物産取扱所が大阪（日韓貿易商社）・神戸（後藤勝造）・横浜（朝田又七）・長崎（吉川文七）・函館（遠藤吉平）の5ヵ所に設けられた。

## 開設後
商品陳列所はまったく実習生の自主経営とし、実習生を税関・貨物・売買・調査・正貨出納・庶務の六係に分かち、順次交代して各係の実務を練習させ、別に委託品の小売販売を行った。共同住居費のほかは衣食等自弁で、学資のない者は日華洋行の手伝いをして自給する者もあった。
まもなく日清戦争が始まり，すべての保管をイギリス人に託して関係者は帰国した。

## 土井伊八、陳列所を引き継ぐ
研究所卒業生の土井伊八（石川県出身）は戦後，イギリス人からこれを受けとり，色々と工夫をこらして新たに商取引を開始し，まもなくビジネスを軌道に乗せたため，そのすべては土井伊八に譲渡され，上海颪華洋行として，上海三井洋行とならぶ商社となつた。

## 征清美談
日清貿易研究所卒業生は日清商品陳列所にて貿易実習を行っていたが、日清戦争の勃発により多くは軍の通訳官となった。しかし、一部の卒業生は軍事探偵として特別任務を与えられ、過酷な運命を体験をすることになった。その経緯を「征清美談」より、唯一人生還した向野堅一に関する記述を引用する。（ひらがなの送り仮名に変更）
向野堅一虎口を逃れて使命を全うす
（向野堅一は）明治26年7月（日清貿易研究所を）卒業し商品陳列所に移り、実地商業を修む後、長江沿岸の各港、都邑商況観察として支那服を着し旅行をなす。漢口の諸港を遊歴し、安慶に至る。偶々（たまたま）日清葛藤を生じ、我が軍仁川に上陸せんとの報あり。よって心陰に悦び、直に上海に帰り形勢の変に注目す。
6月中旬いささか感ずる所ありて、友人福原林平（岡山県人）、楠内友二郎（鹿児島県人）、藤崎秀（同）、成田錬乃介（同）、大熊鵬（福岡県人）、景山長二郎（岡山県人）、前田彪（熊本県人）、松田満（同）、猪田正吉（福岡県人）等と相計るところあり。
偶々（たまたま）楠内、福原の両人、清官の捕するところとなる。ついに在上海なる日本人にして髪を貯う者はかの嫌疑を受け、やむを得ず清国を去らざるべからずの場合となれり。是に於いて、藤崎、大熊の両人と長崎に帰るや、日清すでに戦を交え、間もなく大本営の命に応じ、広島に赴き、9月30日藤崎、大熊の二人と共に第1師団司令部附き通訳官を命ぜられ、3名は山地師団長および大寺参謀長に面会し、大いに熱血を吐き、年来貯えたる髪を利用し、大いに国家に報ずるあらんことを誓う。師団長および参謀長大いに喜び、通常の通訳官とせず特別の任務を帯び従軍することに決せり。
10月16日師団と共に宇品を発し、24日花園河口に上陸するや、倉卒（すぐに）服装を変じ、貔子窩（ひしか）に出で普蘭店を経て復州に赴き敵状を探知するの任務を負う。藤崎、大熊の二人と共に再会期し難しとて互いに涙を振い手を握り各々方向を異にして別る。午後５時我が軍に先んじ、暗夜内地に侵入す。この日、第2軍司令部の特別任務者鐘崎三郎、山崎羔三郎、猪田正吉の3人、堅一と前後内地に入る。
25日、碧流河を過ぐる４里余りの所に至り、土民のために捕獲せられ一命まさに危うきところ、監視の清人に銀塊を与え、暗夜に乗じ捕縛のまま逃遁し、昼夜の間、食を得ず、山中を徘徊し、4日間にして復州に達するを得て、敵兵の状況を探り、普蘭店を経て、金州城に入り、敵軍の兵馬充満せる間に混入し、兵数砲数地雷火設地等を探り、我が軍の金州攻撃の3日前すなわち11月3日師団の貔子窩を発し金州に赴く途中にして邂逅し無事に使命を全うし師団長に報告せり。